# Sacades
Sacades (en llatí Sacadas, en grec antic Σακάδας) fou el més important dels antics músics grecs arcaics, nadiu d'Argos.
Plutarc l'esmenta com un gran mestre que va establir la segona gran escola de música (κατάστασις "Katástasis" institució) a Esparta, que havia estat fundada inicialment per Taletes com a continuador de l'obra de Terpandre. Pausànies diu que va guanyar diversos premis en els concursos de música establerts per la Lliga Amfictiònica als Jocs Pítics l'any 590 aC, i també en els dos festivals següents, l'any 586 aC i 582 aC. De la manera com Pausànies relaciona el seu nom amb el de Polimnest i Alcman, es dedueix que Sacades ja era molt gran quan va guanyar aquests premis. Pausànies també diu que el fet que Sacades guanyés aquests premis als Jocs Pítics amb música composta per a un aulos, va apaivagar el rebuig que hi havia contra la música de flauta que Apol·lo havia suscitat a partir del seu concurs amb Màrsies (o amb Silè). Tan Sacades com Polimnest seguien l'estil que havia iniciat Terpandre.
Va viure al segle VII aC i al segle vi aC. En aquella època la majoria de músics eren també poetes, encara que la connexió entre les dues activitats va ser després més considerable. Conreaven sobretot l'elegia, i Plutarc diu que Sacades era un bon poeta elegíac. Els seus premis als Jocs Pítics van ser però només per la música sense acompanyament de veu. La seva musica era aulòdica, és a dir, tocata amb un aulos. Va tenir una estàtua erigida a la seva ciutat natal. També hi havia una estàtua d'ell que formava part del grup de poetes i músics que hi havia al mont Helicó. Plutarc diu que Píndar va compondre un ball en elogi de Sacades i la seva flauta, i Ateneu de Nàucratis li atribueix un poema musicat sobre la caiguda de Troia en mans dels grecs, encara que això és dubtós.